# L'Aigle
L'Aigle (pronunciado /l‿ɛɡl/ (escucharⓘ)) es una población y comuna francesa, situada en la región de Normandía, departamento de Orne, en el distrito de Mortagne-au-Perche. Es el chef-lieu de dos cantones: L'Aigle-Est y L'Aigle-Ouest.
Hasta 1961 su nombre era Laigle.

## Demografía
| 7317 | 8702 | 9619 | 9834 | 9466 | 8972 |
| Para los censos de 1962 a 1999 la población legal corresponde a la población sin duplicidades (Fuente: INSEE [Consultar]) |      |      |      |      |      |